# Nyserøllike
Nyserøllike (Achillea ptarmica), ofte skrevet nyse-røllike, er en 25-60 cm høj flerårig urt med en opstigende vækst. Nyserøllike er vildtvoksende i Danmark og alle dele af planten er giftige for kreaturer.

## Beskrivelse
Stænglerne er spinkle, svagt riflede og let behårede. Bladene er spredte og smalt lancetformede med tandet rand. Oversiden er blank og græsgrøn, mens undersiden er grågrøn.
Blomstringen sker i juli-september, hvor de hvide kurveblomster sidder samlet i endestillede halvskærme. De enkelte blomster er opbygget af gråhvide, rørformede skivekroner og hvide, tungeformede randkroner. Frugterne er små nødder uden fnok.
Rodnettet består af krybende jordstængler og grove trævlerødder.
Højde x bredde og årlig tilvækst: 0,50 x 0,20 m (50 x 20 cm/år), heri ikke medregnet nedliggende skud eller rodskud. Disse mål kan fx bruges til beregning af planteafstande, når arten anvendes som kulturplante.

## Voksested
Planten findes hist og her i Danmark (især i Jylland) og over det meste af Nordeuropa og i bjergegnene af Sydeuropa. Alle steder er den knyttet til lysåbne voksesteder på veldrænet, men fugtig jord.
På græssede, vestvendte enge ned mod Rådvenfjorden i Rauma Kommune, Møre og Romsdal Fylke, Norge, findes arten sammen med bl.a. blåhat, alm. brunelle, fjerbregne, kambregne, alm. kohvede, alm. kællingetand, alm. mjødurt, alm. skjolddrager, alm. syre, blæresmælde, djævelsbid, engkabbeleje, engnellikerod, engviol, fruebær, glat løvefod, glat ærenpris, gul fladbælg, hvid snerre, hyldebladet baldrian, kantet perikon, kvan, kærtidsel, liden skjaller, liden vintergrøn, lysesiv, markforglemmigej, musevikke, pyramidelæbeløs, skovstorkenæb, strandasters, svensk hønsebær, tormentil, trævlekrone og tuekæruld
| Portal | Portal:Botanik |

## Note
1. ↑   Steinar Stueflotten: Planter på Krokset (norsk)